# Torpedorør
Et torpedorør er en anordning til affyring af torpedoer fra u-både og overflade-krigsskibe.
Dæk monterede torpedorør er sædvanligvis konstrueret for en speciel type torpedoer medens u-bådenes torpedorør ofte har flere funktioner udover affyring af torpedoer, blandt andet udsætning af miner og affyring af krydsermissiler.

## Ekstern henvisning
- The Fleet Type Submarine Online 21-Inch Submerged Torpedo Tubes United States Navy Restricted Ordnance Pamphlet 1085, June 1944 – Training Manual Arkiveret 14. oktober 2007 hos  Wayback Machine

| Våben | Spire Denne artikel om våben er en spire som bør udbygges. Du er velkommen til at hjælpe Wikipedia ved at udvide den. |